# Берген Марія
Марі́я Бе́рген (* 2001) — українська тенісистка.

## З життєпису
Народилась 2001 року. Бере участь у турнірах Жіночого світового тенісного туру ITF.
У грудні 2019, серпні 2021 та січні 2022 виступала у фіналі жіночого парного розряду на турнірах ITF з різними партнерками.